# Hymenocallis gholsonii
Hymenocallis gholsonii är en amaryllisväxtart som beskrevs av G.Lom.Sm. och Garland. Hymenocallis gholsonii ingår i släktet Hymenocallis och familjen amaryllisväxter. Inga underarter finns listade i Catalogue of Life.